# Tossa del Pas dels Lladres
La Tossa del Pas dels Lladres és una muntanya de 2.661 metres que es troba entre el municipi de Queralbs, a la comarca del Ripollès i les comunes d'Er i Vallcebollera a l'Alta Cerdanya, de la Catalunya del Nord.
És a l'extrem sud del terme d'Er, al sud-est del de Vallcebollera, i al nord-oest del de Queralbs. És al nord-est del Puig de Dòrria o al sud-est del Pas dels Lladres.
És un dels cims de referència de la major part de rutes excursionistes d'aquest sector dels Pirineus, tant des del nord, a l'Alta Cerdanya, com des del sud, al Ripollès, especialment les relacionades amb la Vall de Núria.